# Cantone di Pierre-Buffière
Il Cantone di Pierre-Buffière era una divisione amministrativa dell'arrondissement di Limoges.
A seguito della riforma approvata con decreto del 20 febbraio 2014, che ha avuto attuazione dopo le elezioni dipartimentali del 2015, è stato soppresso.

## Composizione
Comprendeva i comuni di:
- Boisseuil
- Eyjeaux
- Pierre-Buffière
- Saint-Bonnet-Briance
- Saint-Genest-sur-Roselle
- Saint-Hilaire-Bonneval
- Saint-Jean-Ligoure
- Saint-Paul